# The Legendary Stardust Cowboy
The Legendary Stardust Cowboy (né Norman Carl Odam le 5 septembre 1947 à Lubbock au Texas) est un musicien américain. Il s'inscrit dans l'Outsider music et est considéré comme un des pionniers du psychobilly dans les années 1960.

## Carrière

### Relation avec David Bowie
David Bowie affirme que le nom de Ziggy Stardust, l'un de ses plus célèbres avatars, lui a été inspiré par The Legendary Stardust Cowboy,,. La rock star britannique aurait fait la connaissance du Texan quand tous deux étaient sous contrat de Mercury Records vers la fin des années 1960. Plus tard, Bowie enregistrera sur son album Heathen une reprise de I Took a Trip on a Gemini Spaceship, un étrange morceau imprégné de LSD de Norman Odam. Celui-ci quant à lui reprendra Space Oddity.

## Discographie

### Singles
- 1968 : Paralyzed/Who's Knocking on My Door, Psycho-Suave, Mercury
- 1968 : I Took a Trip (On a Gemini Spaceship)/Down in the Wrecking Yard, Mercury
- 1968 : Kiss and Run/Everything's Gettin' Bigger But Our Love, Mercury
- 1989 : Standing in a Trashcan/My Underwear Froze to the Clothesline, Spider
- 1991 : Relaxation/I Ride a Tractor, Norton
- 1992 : I Hate CDs/Linda, Norton
- 2017 : Twas the Night Before Christmas, Vollmond Flexis

### EP
- 1969 : Donna Plus Apollo, Crazed Bop Records

### Albums
- Rock-It to Stardom (1984), Luna/Amazing
- Retro Rocket Back to Earth (1986), Spider/New Rose
- The Legendary Stardust Cowboy Rides Again (1989), New Rose
- Retro Rocket Back to Earth / Rides Again (1991, New Rose
- Live in Chicago (1998), Pravda
- Tokyo / The Legendary Stardust Cowboy and The Altamont Boys (2003), Cracked Piston Records
- Paralyzed! His Vintage Recordings 1968-81 (2006), EM Records
- For Sarah, Raquel, and David, An Anthology (2011), Cherry Red Records
- Oh What a Strange Trip It;s Been on a Gemini Spaceship  (2016), Impetus Records